# Minggirsari
Minggirsari is een bestuurslaag in het regentschap Blitar van de provincie Oost-Java, Indonesië. Minggirsari telt 3539 inwoners (volkstelling 2010).